# Ana Celia Mota

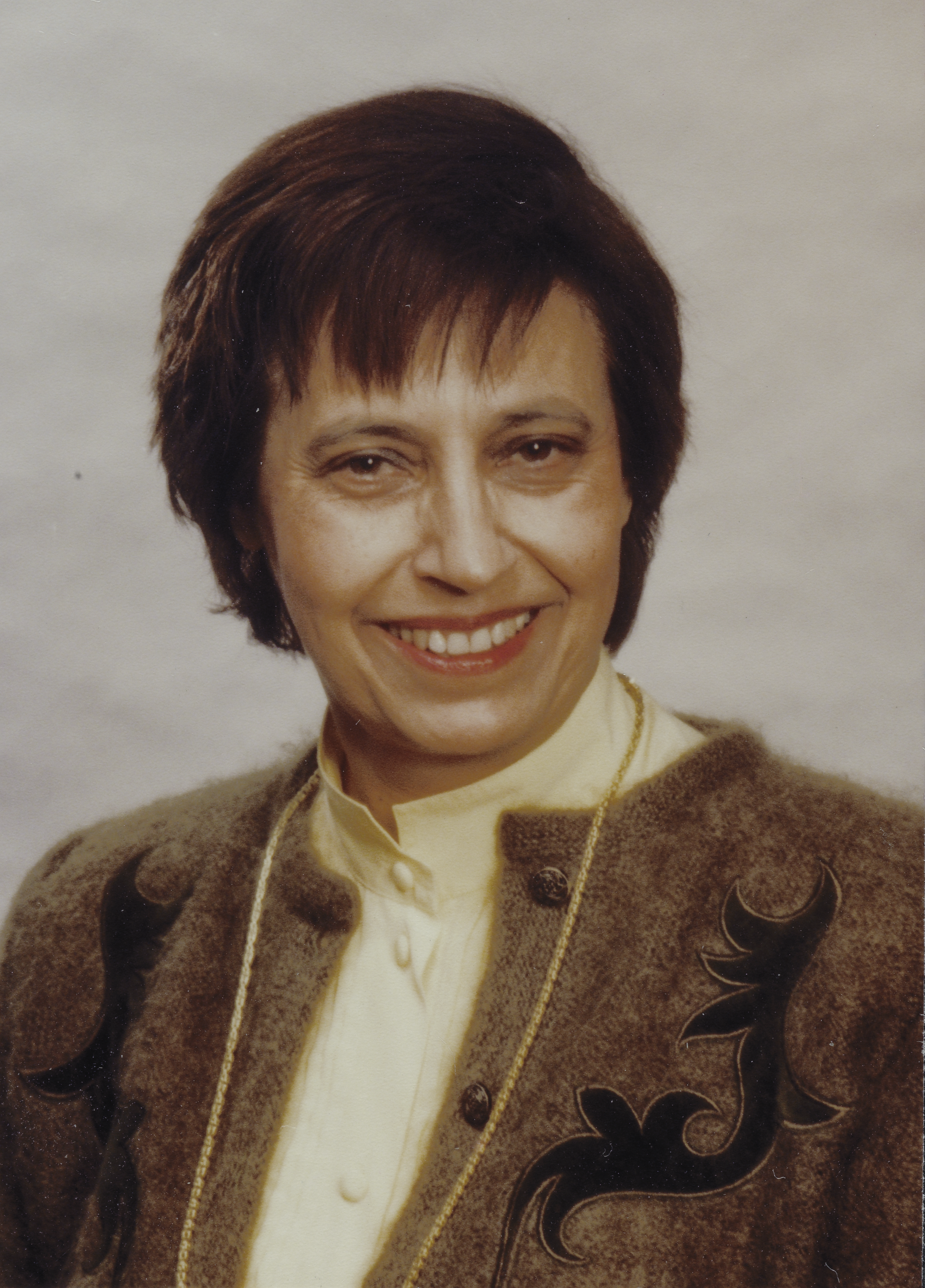
Ana Celia Mota (1997)

Ana Celia Mota (geboren 1935 in Argentinien) ist eine argentinisch-US-amerikanische Physikerin mit der Spezialisierung auf Tieftemperaturphysik. Sie ist emeritierte Professorin der ETH Zürich.

## Leben und Wirken
In Argentinien geboren und aufgewachsen, studierte Ana Celia Mota am Physik-Institut Balseiro in Bariloche. Sie schloss im Jahr 1960 ihr Studium ab. Im Anschluss promovierte sie bei John Wheatley. Ihre Forschungen betrafen die Wärmekapazität von flüssigem Helium-3.
Nach ihrer Promotion im Jahr 1967 wechselte Mota zum Institut für reine und angewandte physikalische Wissenschaften an die University of California in San Diego. Weitere fünf Jahre forschte und lehrte sie an der Universität Köln.1980 kam sie zum Laboratorium für Festkörperphysik an die ETH Zürich. Sie war Senior Researcher, Titularprofessorin und Leiterin einer Forschungsgruppe für Tieftemperaturphysik. Sie lehrte die physikalischen Bereiche Supraleitung und Superfluidität. 
Ana Celia Mota ist seit 1994 Fellow der American Physical Society.
Seit dem Jahr 2000 ist sie emeritiert.

## Forschungsschwerpunkte
Mota forschte auf dem Gebiet der Supraleitung sowie mesoskopischer Phänomene in normal-supraleitenden Strukturen. Im Laboratorium für Festkörperphysik wurden diese wissenschaftlichen Untersuchungen bei Temperaturen bis zu einigen Millikelvin durchgeführt. Im Rahmen eines EU-Forschungsprogramms erweiterte sie die Untersuchungen bis zu Temperaturen im Mikrokelvin-Bereich an der europäischen Forschungseinrichtung für ultra-tiefe Temperaturen an der Universität Bayreuth.